# Zajazd Pocztowy w Zielonej Górze
Zajazd pocztowy w Zielonej Górze – zabytkowy obiekt dawnej poczty konnej, wybudowany w stylu barokowym ok. 1770 roku (podaje się też rok 1740).
Zespół zabudowań (wraz z kuźnią, warsztatem, stajnią i powozownią) służył Poczcie Kurierskiej do lat 70. XIX wieku. Oferowano również noclegi. Przyłączenie Zielonej Góry do sieci kolejowej spowodowało likwidację poczty konnej. Budynek nie został zniszczony w czasie II wojny światowej. Pełnił funkcję mieszkaniową. W 1958 przeprowadzono kapitalny remont, ale po wpisie do rejestru zabytków notatka z 1966 roku określa jego stan jako zaniedbany.
W podwórzu zachowała się stajnia.
Zajazd został odrestaurowany – w budynku mieści się hotel i restauracja oraz kancelaria notarialna. W XIX-wiecznych piwnicach urządzono pub.